# Campeonato Mundial de Voleibol Masculino Sub-17 de 2024
O Campeonato Mundial de Voleibol Masculino Sub-17 de 2024 foi a 1.ª edição deste torneio bienal organizado pela Federação Internacional de Voleibol (FIVB) reservado para jogadores abaixo de 17 anos. Um total de 16 seleções mundiais participaram do torneio, que ocorreu entre os dias 24 e 31 de agosto, na cidade de Sófia, capital da Bulgária.
A seleção italiana conquistou o título inaugural do torneio ao vencer na final a seleção da Argentina de virada por 3 sets a 2. O ponteiro italiano Manuel Hristov Zlatanov foi eleito o melhor jogador da competição.

## Escolha da sede
Em 8 de novembro de 2023, a FIVB abriu o processo de licitação para associações membros interessadas em sediar o Campeonato Mundial Sub-17. As associações tinham até 8 de dezembro de 2023 para enviar sua manifestação de interesse à FIVB. A Federação Búlgara de Voleibol já havia anunciado sua candidatura em outubro de 2023.
Em 28 de fevereiro de 2024, a FIVB anunciou os países anfitriões do Campeonato Mundial Sub-17 Feminino e Masculino. A Bulgária foi selecionada para sediar a edição inaugural do Campeonato Mundial Sub-17 Masculino.

## Equipes participantes
O processo de qualificação foi anunciado em 28 de março de 2023 com um total de 16 seleções nacionais qualificadas para o torneio. Além da Bulgária, que se classificou automaticamente como anfitrião do torneio, mais 15 seleções se classificaram em cinco competições continentais.
| Confederação                                 | Qualificação                            | Data                     | Sede      | Vagas | Qualificados | Última participação |
| -------------------------------------------- | --------------------------------------- | ------------------------ | --------- | ----- | ------------ | ------------------- |
| CEV (Europa)                                 | País-sede                               | 28 de fevereiro de 2024  | Lausanne  | 1     | Bulgária     | Estreante           |
| CEV (Europa)                                 | Campeonato Europeu Sub-17 de 2023       | 19–30 de julho de 2023   | Podgorica | 3     | Itália       | Estreante           |
| CEV (Europa)                                 | Campeonato Europeu Sub-17 de 2023       | 19–30 de julho de 2023   | Podgorica | 3     | Espanha      | Estreante           |
| CEV (Europa)                                 | Campeonato Europeu Sub-17 de 2023       | 19–30 de julho de 2023   | Podgorica | 3     | Bélgica      | Estreante           |
| AVC (Ásia)                                   | Campeonato Asiático Sub-16 de 2023      | 22–29 de julho de 2023   | Tasquente | 3     | Irã          | Estreante           |
| AVC (Ásia)                                   | Campeonato Asiático Sub-16 de 2023      | 22–29 de julho de 2023   | Tasquente | 3     | Uzbequistão  | Estreante           |
| AVC (Ásia)                                   | Campeonato Asiático Sub-16 de 2023      | 22–29 de julho de 2023   | Tasquente | 3     | Taipé Chinês | Estreante           |
| CAVB (África)                                | Campeonato Africano Sub-17 de 2023      | 12–19 dezembro de 2023   | Misurata  | 3     | Egito        | Estreante           |
| CAVB (África)                                | Campeonato Africano Sub-17 de 2023      | 12–19 dezembro de 2023   | Misurata  | 3     | Líbia        | Estreante           |
| CAVB (África)                                | Campeonato Africano Sub-17 de 2023      | 12–19 dezembro de 2023   | Misurata  | 3     | Tunísia      | Estreante           |
| CSV (América do Sul)                         | Campeonato Sul-Americano Sub-17 de 2023 | 23–28 de agosto de 2023  | Araguari  | 3     | Brasil       | Estreante           |
| CSV (América do Sul)                         | Campeonato Sul-Americano Sub-17 de 2023 | 23–28 de agosto de 2023  | Araguari  | 3     | Argentina    | Estreante           |
| CSV (América do Sul)                         | Campeonato Sul-Americano Sub-17 de 2023 | 23–28 de agosto de 2023  | Araguari  | 3     | Chile        | Estreante           |
| NORCECA (América do Norte, Central e Caribe) | Campeonato NORCECA Sub-17 de 2023       | 7–12 de novembro de 2023 | Poza Rica | 3     | Porto Rico   | Estreante           |
| NORCECA (América do Norte, Central e Caribe) | Campeonato NORCECA Sub-17 de 2023       | 7–12 de novembro de 2023 | Poza Rica | 3     | México       | Estreante           |
| NORCECA (América do Norte, Central e Caribe) | Campeonato NORCECA Sub-17 de 2023       | 7–12 de novembro de 2023 | Poza Rica | 3     | Cuba         | Estreante           |

## Formato da disputa
As 16 equipes participantes foram divididas em quatro grupos para a primeira fase do campeonato, com todas se enfrentando dentro de seus respectivos grupos.
Todas as 16 equipes avançarão para as oitavas de final, enquanto sua colocação na classificação final do grupo determina suas posições na chave de eliminação única.
Após as oitavas de final, todas as 16 equipes passam por mais três rodadas de partidas eliminatórias (quartas de final, semifinais e final para os vencedores; playoffs e partidas de classificação para os perdedores) para preencher todas as vagas do 1º ao 16º na classificação final da competição.

## Sorteio dos grupos
O sorteio dos grupos foi realizado no dia 1º de maio de 2024, em Lausanne, na Suíça, e foi transmitido ao vivo no canal Volleyball World no YouTube.
| Grupo A      | Grupo B | Grupo C    | Grupo D     |
| ------------ | ------- | ---------- | ----------- |
| Bulgária     | Irã     | Itália     | Bélgica     |
| México       | Egito   | Argentina  | Brasil      |
| Taipé Chinês | Tunísia | Porto Rico | Chile       |
| Espanha      | Líbia   | Cuba       | Uzbequistão |

## Locais das partidas
| Sófia, Bulgária                 | Sófia, Bulgária    |
| Ginásio Desportivo Levski Sofia | Arena Hristo Botev |
| ------------------------------- | ------------------ |
| Capacidade: 1 700               | Capacidade: 1 500  |

## Primeira fase
- Todas as partidas seguem o horário local.

### Grupo A
|     |              |     | Jogos | Jogos | Jogos | Resultados | Resultados | Resultados | Resultados | Resultados | Resultados | Sets | Sets | Sets  | Pontos | Pontos | Pontos |
| Pos | Equipe       | Pts | T     | V     | D     | 3–0        | 3–1        | 3–2        | 2–3        | 1–3        | 0–3        | V    | P    | R     | V      | P      | R      |
| --- | ------------ | --- | ----- | ----- | ----- | ---------- | ---------- | ---------- | ---------- | ---------- | ---------- | ---- | ---- | ----- | ------ | ------ | ------ |
| 1   | Espanha      | 7   | 3     | 2     | 1     | 1          | 1          | 0          | 1          | 0          | 0          | 8    | 4    | 2,000 | 277    | 248    | 1.117  |
| 2   | Taipé Chinês | 6   | 3     | 2     | 1     | 1          | 0          | 1          | 1          | 0          | 0          | 8    | 5    | 1.600 | 289    | 275    | 1.051  |
| 3   | Bulgária     | 5   | 3     | 2     | 1     | 0          | 1          | 1          | 0          | 1          | 0          | 7    | 6    | 1.167 | 294    | 287    | 1.024  |
| 4   | México       | 0   | 3     | 0     | 3     | 0          | 0          | 0          | 0          | 1          | 2          | 1    | 9    | 0.111 | 196    | 245    | 0.800  |

| Data   | Hora  |              | Placar |              | Set 1 | Set 2 | Set 3 | Set 4 | Set 5 | Total   | Relatório |
| ------ | ----- | ------------ | ------ | ------------ | ----- | ----- | ----- | ----- | ----- | ------- | --------- |
| 24 ago | 11:00 | México       | 0–3    | Taipé Chinês | 23–25 | 14–25 | 17–25 |       |       | 54–75   | Relatório |
| 24 ago | 17:00 | Bulgária     | 1–3    | Espanha      | 20–25 | 25–21 | 19–25 | 20–25 |       | 84–96   | Relatório |
| 25 ago | 11:00 | México       | 0–3    | Espanha      | 21–25 | 18–25 | 24–26 |       |       | 63–76   | Relatório |
| 25 ago | 17:00 | Bulgária     | 3–2    | Taipé Chinês | 32–30 | 21–25 | 25–23 | 23–25 | 15–10 | 116–113 | Relatório |
| 26 ago | 11:00 | Taipé Chinês | 3–2    | Espanha      | 25–20 | 25–23 | 14–25 | 22–25 | 15–12 | 101–105 | Relatório |
| 26 ago | 17:00 | Bulgária     | 3–1    | México       | 25–17 | 25–21 | 19–25 | 25–15 |       | 94–78   | Relatório |

### Grupo B
|     |         |     | Jogos | Jogos | Jogos | Resultados | Resultados | Resultados | Resultados | Resultados | Resultados | Sets | Sets | Sets  | Pontos | Pontos | Pontos |
| Pos | Equipe  | Pts | T     | V     | D     | 3–0        | 3–1        | 3–2        | 2–3        | 1–3        | 0–3        | V    | P    | R     | V      | P      | R      |
| --- | ------- | --- | ----- | ----- | ----- | ---------- | ---------- | ---------- | ---------- | ---------- | ---------- | ---- | ---- | ----- | ------ | ------ | ------ |
| 1   | Egito   | 8   | 3     | 3     | 0     | 2          | 0          | 1          | 0          | 0          | 0          | 9    | 2    | 4.500 | 259    | 218    | 1.188  |
| 2   | Irã     | 7   | 3     | 2     | 1     | 2          | 0          | 0          | 1          | 0          | 0          | 8    | 3    | 2.667 | 261    | 207    | 1.261  |
| 3   | Tunísia | 3   | 3     | 1     | 2     | 1          | 0          | 0          | 0          | 0          | 2          | 3    | 6    | 0.500 | 173    | 218    | 0.794  |
| 4   | Líbia   | 0   | 3     | 0     | 3     | 0          | 0          | 0          | 0          | 0          | 3          | 0    | 9    | 0,000 | 181    | 231    | 0.784  |

| Data   | Hora  |         | Placar |         | Set 1 | Set 2 | Set 3 | Set 4 | Set 5 | Total   | Relatório |
| ------ | ----- | ------- | ------ | ------- | ----- | ----- | ----- | ----- | ----- | ------- | --------- |
| 24 ago | 11:00 | Irã     | 3–0    | Líbia   | 25–13 | 25–16 | 30–28 |       |       | 80–57   | Relatório |
| 24 ago | 14:00 | Egito   | 3–0    | Tunísia | 25–20 | 25–21 | 25–15 |       |       | 75–56   | Relatório |
| 25 ago | 11:00 | Irã     | 3–0    | Tunísia | 25–13 | 25–12 | 25–16 |       |       | 75–41   | Relatório |
| 25 ago | 14:00 | Egito   | 3–0    | Líbia   | 25–23 | 25–10 | 25–23 |       |       | 75–56   | Relatório |
| 26 ago | 11:00 | Irã     | 2–3    | Egito   | 19–25 | 22–25 | 25–19 | 27–25 | 13–15 | 106–109 | Relatório |
| 26 ago | 14:00 | Tunísia | 3–0    | Líbia   | 26–24 | 25–23 | 25–21 |       |       | 76–68   | Relatório |

### Grupo C
|     |            |     | Jogos | Jogos | Jogos | Resultados | Resultados | Resultados | Resultados | Resultados | Resultados | Sets | Sets | Sets  | Pontos | Pontos | Pontos |
| Pos | Equipe     | Pts | T     | V     | D     | 3–0        | 3–1        | 3–2        | 2–3        | 1–3        | 0–3        | V    | P    | R     | V      | P      | R      |
| --- | ---------- | --- | ----- | ----- | ----- | ---------- | ---------- | ---------- | ---------- | ---------- | ---------- | ---- | ---- | ----- | ------ | ------ | ------ |
| 1   | Itália     | 9   | 3     | 3     | 0     | 1          | 2          | 0          | 0          | 0          | 0          | 9    | 2    | 4.500 | 270    | 203    | 1.330  |
| 2   | Argentina  | 6   | 3     | 2     | 1     | 2          | 0          | 0          | 0          | 1          | 0          | 7    | 3    | 2.333 | 236    | 202    | 1.168  |
| 3   | Porto Rico | 3   | 3     | 1     | 2     | 1          | 0          | 0          | 0          | 0          | 2          | 3    | 6    | 0.500 | 170    | 206    | 0.825  |
| 4   | Cuba       | 0   | 3     | 0     | 3     | 0          | 0          | 0          | 0          | 1          | 2          | 1    | 9    | 0.111 | 185    | 250    | 0.740  |

| Data   | Hora  |            | Placar |            | Set 1 | Set 2 | Set 3 | Set 4 | Set 5 | Total | Relatório |
| ------ | ----- | ---------- | ------ | ---------- | ----- | ----- | ----- | ----- | ----- | ----- | --------- |
| 24 ago | 14:00 | Argentina  | 3–0    | Porto Rico | 25–16 | 25–15 | 25–22 |       |       | 75–53 | Relatório |
| 24 ago | 20:00 | Itália     | 3–1    | Cuba       | 25–23 | 24–26 | 25–15 | 25–12 |       | 99–76 | Relatório |
| 25 ago | 14:00 | Argentina  | 3–0    | Cuba       | 25–22 | 25–15 | 25–15 |       |       | 75–52 | Relatório |
| 25 ago | 20:00 | Itália     | 3–0    | Porto Rico | 25–13 | 25–17 | 25–11 |       |       | 75–41 | Relatório |
| 26 ago | 14:00 | Porto Rico | 3–0    | Cuba       | 26–24 | 25–14 | 25–18 |       |       | 76–56 | Relatório |
| 26 ago | 20:00 | Itália     | 3–1    | Argentina  | 21–25 | 25–20 | 25–22 | 25–19 |       | 96–86 | Relatório |

### Grupo D
|     |             |     | Jogos | Jogos | Jogos | Resultados | Resultados | Resultados | Resultados | Resultados | Resultados | Sets | Sets | Sets  | Pontos | Pontos | Pontos |
| Pos | Equipe      | Pts | T     | V     | D     | 3–0        | 3–1        | 3–2        | 2–3        | 1–3        | 0–3        | V    | P    | R     | V      | P      | R      |
| --- | ----------- | --- | ----- | ----- | ----- | ---------- | ---------- | ---------- | ---------- | ---------- | ---------- | ---- | ---- | ----- | ------ | ------ | ------ |
| 1   | Brasil      | 9   | 3     | 3     | 0     | 3          | 0          | 0          | 0          | 0          | 0          | 9    | 0    | MAX   | 225    | 89     | 2.528  |
| 2   | Bélgica     | 6   | 3     | 2     | 1     | 2          | 0          | 0          | 0          | 0          | 1          | 6    | 3    | 2,000 | 199    | 116    | 1.716  |
| 3   | Chile       | 3   | 3     | 1     | 2     | 1          | 0          | 0          | 0          | 0          | 2          | 3    | 6    | 0.500 | 156    | 150    | 1.040  |
| 4   | Uzbequistão | 0   | 3     | 0     | 3     | 0          | 0          | 0          | 0          | 0          | 3          | 0    | 9    | 0,000 | 0      | 225    | 0,000  |

| Data   | Hora  |         | Placar |             | Set 1 | Set 2 | Set 3 | Set 4 | Set 5 | Total | Relatório |
| ------ | ----- | ------- | ------ | ----------- | ----- | ----- | ----- | ----- | ----- | ----- | --------- |
| 24 ago | 17:00 | Brasil  | 3–0    | Chile       | 25–14 | 25–12 | 25–14 |       |       | 75–40 | Relatório |
| 24 ago |       | Bélgica | 3–0    | Uzbequistão | 25–0  | 25–0  | 25–0  |       |       | 75–0  | Relatório |
| 25 ago | 17:00 | Bélgica | 3–0    | Chile       | 25–13 | 25–17 | 25–11 |       |       | 75–41 | Relatório |
| 25 ago |       | Brasil  | 3–0    | Uzbequistão | 25–0  | 25–0  | 25–0  |       |       | 75–0  | Relatório |
| 26 ago | 17:00 | Bélgica | 0–3    | Brasil      | 18–25 | 19–25 | 12–25 |       |       | 49–75 | Relatório |
| 26 ago |       | Chile   | 3–0    | Uzbequistão | 25–0  | 25–0  | 25–0  |       |       | 75–0  | Relatório |

## Fase final
- Todas as aprtidas seguem o horário local.

### Chaveamento final
|  | Oitavas de final | Oitavas de final |              |   | Quartas de final | Quartas de final |              |              | Semifinais | Semifinais |  |  | Final | Final |
|  |                  |                  |              |   |                  |                  |              |              |            |            |  |  |       |       |
|  | 27 de agosto     |                  |              |   |                  |                  |              |              |            |            |  |  |       |       |
|  |                  |                  |              |   |                  |                  |              |              |            |            |  |  |       |       |
|  | Itália           | 3                |              |   |                  |                  |              |              |            |            |  |  |       |       |
|  | Itália           | 3                | 29 de agosto |   |                  |                  |              |              |            |            |  |  |       |       |
|  | México           | 0                |              |   |                  |                  |              |              |            |            |  |  |       |       |
|  | México           | 0                | Itália       | 3 |                  |                  |              |              |            |            |  |  |       |       |
|  | 27 de agosto     |                  | Itália       | 3 |                  |                  |              |              |            |            |  |  |       |       |
|  |                  | Irã              | 2            |   |                  |                  |              |              |            |            |  |  |       |       |
|  | Irã              | Irã              | 2            | 3 |                  |                  |              |              |            |            |  |  |       |       |
|  | Irã              |                  | 30 de agosto | 3 |                  |                  |              |              |            |            |  |  |       |       |
|  | Chile            | 0                |              |   |                  |                  |              |              |            |            |  |  |       |       |
|  | Chile            | 0                | Itália       | 3 |                  |                  |              |              |            |            |  |  |       |       |
|  | 27 de agosto     |                  | Itália       | 3 |                  |                  |              |              |            |            |  |  |       |       |
|  |                  | Taipé Chinês     | 0            |   |                  |                  |              |              |            |            |  |  |       |       |
|  | Brasil           | Taipé Chinês     | 0            | 3 |                  |                  |              |              |            |            |  |  |       |       |
|  | Brasil           | 29 de agosto     |              | 3 |                  |                  |              |              |            |            |  |  |       |       |
|  | Líbia            | 0                |              |   |                  |                  |              |              |            |            |  |  |       |       |
|  | Líbia            | 0                | Brasil       | 2 |                  |                  |              |              |            |            |  |  |       |       |
|  | 27 de agosto     |                  | Brasil       | 2 |                  |                  |              |              |            |            |  |  |       |       |
|  |                  | Taipé Chinês     | 3            |   |                  |                  |              |              |            |            |  |  |       |       |
|  | Taipé Chinês     | Taipé Chinês     | 3            | 3 |                  |                  |              |              |            |            |  |  |       |       |
|  | Taipé Chinês     |                  | 31 de agosto | 3 |                  |                  |              |              |            |            |  |  |       |       |
|  | Porto Rico       | 1                |              |   |                  |                  |              |              |            |            |  |  |       |       |
|  | Porto Rico       | 1                | Itália       | 3 |                  |                  |              |              |            |            |  |  |       |       |
|  | 27 de agosto     |                  | Itália       | 3 |                  |                  |              |              |            |            |  |  |       |       |
|  |                  | Argentina        | 2            |   |                  |                  |              |              |            |            |  |  |       |       |
|  | Argentina        | Argentina        | 2            | 3 |                  |                  |              |              |            |            |  |  |       |       |
|  | Argentina        | 29 de agosto     |              | 3 |                  |                  |              |              |            |            |  |  |       |       |
|  | Bulgária         | 1                |              |   |                  |                  |              |              |            |            |  |  |       |       |
|  | Bulgária         | 1                | Argentina    | 3 |                  |                  |              |              |            |            |  |  |       |       |
|  | 27 de agosto     |                  | Argentina    | 3 |                  |                  |              |              |            |            |  |  |       |       |
|  |                  | Egito            | 2            |   |                  |                  |              |              |            |            |  |  |       |       |
|  | Egito            | Egito            | 2            | 3 |                  |                  |              |              |            |            |  |  |       |       |
|  | Egito            |                  | 30 de agosto | 3 |                  |                  |              |              |            |            |  |  |       |       |
|  | Uzbequistão      | 0                |              |   |                  |                  |              |              |            |            |  |  |       |       |
|  | Uzbequistão      | 0                | Argentina    | 3 |                  |                  |              |              |            |            |  |  |       |       |
|  | 27 de agosto     |                  | Argentina    | 3 |                  |                  |              |              |            |            |  |  |       |       |
|  |                  | Espanha          | 2            |   | Terceiro lugar   | Terceiro lugar   |              |              |            |            |  |  |       |       |
|  | Bélgica          | Espanha          | 2            | 3 | Terceiro lugar   | Terceiro lugar   |              |              |            |            |  |  |       |       |
|  | Bélgica          | 29 de agosto     | 29 de agosto | 3 |                  |                  | 31 de agosto | 31 de agosto |            |            |  |  |       |       |
|  | Tunísia          | 29 de agosto     | 29 de agosto | 1 |                  |                  | 31 de agosto | 31 de agosto |            |            |  |  |       |       |
|  | Tunísia          | Bélgica          | 2            | 1 | Taipé Chinês     | 3                |              |              |            |            |  |  |       |       |
|  | 27 de agosto     | Bélgica          | 2            |   | Taipé Chinês     | 3                |              |              |            |            |  |  |       |       |
|  |                  | Espanha          | 3            |   | Espanha          | 2                |              |              |            |            |  |  |       |       |
|  | Espanha          | Espanha          | 3            | 3 | Espanha          | 2                |              |              |            |            |  |  |       |       |
|  | Espanha          |                  |              | 3 |                  |                  |              |              |            |            |  |  |       |       |
|  | Cuba             | 2                |              |   |                  |                  |              |              |            |            |  |  |       |       |
|  | Cuba             | 2                |              |   |                  |                  |              |              |            |            |  |  |       |       |

#### Oitavas de final
| Data   | Hora  |              | Placar |             | Set 1 | Set 2 | Set 3 | Set 4 | Set 5 | Total   | Relatório |
| ------ | ----- | ------------ | ------ | ----------- | ----- | ----- | ----- | ----- | ----- | ------- | --------- |
| 27 ago | 11:00 | Itália       | 3–0    | México      | 25–22 | 25–16 | 25–21 |       |       | 75–59   | Relatório |
| 27 ago | 11:00 | Bélgica      | 3–1    | Tunísia     | 25–21 | 24–26 | 25–18 | 25–21 |       | 99–86   | Relatório |
| 27 ago | 14:00 | Brasil       | 3–0    | Líbia       | 25–20 | 25–10 | 25–19 |       |       | 75–49   | Relatório |
| 27 ago | 14:00 | Taipé Chinês | 3–1    | Porto Rico  | 21–25 | 25–9  | 25–18 | 25–16 |       | 96–68   | Relatório |
| 27 ago | 17:00 | Argentina    | 3–1    | Bulgária    | 25–14 | 25–17 | 15–25 | 25–23 |       | 90–79   | Relatório |
| 27 ago |       | Egito        | 3–0    | Uzbequistão | 25–0  | 25–0  | 25–0  |       |       | 75–0    | Relatório |
| 27 ago | 17:00 | Irã          | 3–0    | Chile       | 25–14 | 25–16 | 25–12 |       |       | 75–42   | Relatório |
| 27 ago | 20:00 | Espanha      | 3–2    | Cuba        | 26–24 | 19–25 | 25–22 | 21–25 | 15–10 | 106–106 | Relatório |

### Disputa do 9º ao 16º lugar
|  | 9º – 16º lugar | 9º – 16º lugar |              |   | 9º – 12º lugar | 9º – 12º lugar |  |  | 9º lugar | 9º lugar |
|  |                |                |              |   |                |                |  |  |          |          |
|  | 29 de agosto   |                |              |   |                |                |  |  |          |          |
|  |                |                |              |   |                |                |  |  |          |          |
|  | México         | 3              |              |   |                |                |  |  |          |          |
|  | México         | 3              | 30 de agosto |   |                |                |  |  |          |          |
|  | Chile          | 0              |              |   |                |                |  |  |          |          |
|  | Chile          | 0              | México       | 0 |                |                |  |  |          |          |
|  | 29 de agosto   |                | México       | 0 |                |                |  |  |          |          |
|  |                | Bulgária       | 3            |   |                |                |  |  |          |          |
|  | Bulgária       | Bulgária       | 3            | 3 |                |                |  |  |          |          |
|  | Bulgária       |                | 31 de agosto | 3 |                |                |  |  |          |          |
|  | Uzbequistão    | 0              |              |   |                |                |  |  |          |          |
|  | Uzbequistão    | 0              | Bulgária     | 3 |                |                |  |  |          |          |
|  | 29 de agosto   |                | Bulgária     | 3 |                |                |  |  |          |          |
|  |                | Cuba           | 0            |   |                |                |  |  |          |          |
|  | Tunísia        | Cuba           | 0            | 1 |                |                |  |  |          |          |
|  | Tunísia        | 30 de agosto   |              | 1 |                |                |  |  |          |          |
|  | Cuba           | 3              |              |   |                |                |  |  |          |          |
|  | Cuba           | 3              | Cuba         | 3 |                |                |  |  |          |          |
|  | 29 de agosto   |                | Cuba         | 3 |                |                |  |  |          |          |
|  |                | Líbia          | 0            |   | 11º lugar      | 11º lugar      |  |  |          |          |
|  | Líbia          | Líbia          | 0            | 3 | 11º lugar      | 11º lugar      |  |  |          |          |
|  | Líbia          |                | 31 de agosto | 3 |                |                |  |  |          |          |
|  | Porto Rico     | 2              |              |   |                |                |  |  |          |          |
|  | Porto Rico     | 2              | México       | 1 |                |                |  |  |          |          |
|  |                |                |              |   |                |                |  |  |          |          |
|  | Líbia          | 3              |              |   |                |                |  |  |          |          |
|  | Líbia          | 3              |              |   |                |                |  |  |          |          |

#### 9º – 16º lugar
| Data   | Hora  |          | Placar |             | Set 1 | Set 2 | Set 3 | Set 4 | Set 5 | Total   | Relatório |
| ------ | ----- | -------- | ------ | ----------- | ----- | ----- | ----- | ----- | ----- | ------- | --------- |
| 29 ago | 11:00 | México   | 3–0    | Chile       | 25–22 | 25–22 | 25–20 |       |       | 75–64   | Relatório |
| 29 ago |       | Bulgária | 3–0    | Uzbequistão | 25–0  | 25–0  | 25–0  |       |       | 75–0    | Relatório |
| 29 ago | 14:00 | Tunísia  | 1–3    | Cuba        | 25–23 | 22–25 | 14–25 | 21–25 |       | 82–98   | Relatório |
| 29 ago | 17:00 | Líbia    | 3–2    | Porto Rico  | 25–22 | 21–25 | 14–25 | 25–20 | 15–13 | 100–105 | Relatório |

#### 9º – 12º lugar
| Data   | Hora  |        | Placar |          | Set 1 | Set 2 | Set 3 | Set 4 | Set 5 | Total | Relatório |
| ------ | ----- | ------ | ------ | -------- | ----- | ----- | ----- | ----- | ----- | ----- | --------- |
| 30 ago | 11:00 | Cuba   | 3–0    | Líbia    | 25–23 | 25–19 | 25–19 |       |       | 75–61 | Relatório |
| 30 ago | 14:00 | México | 0–3    | Bulgária | 24–26 | 18–25 | 16–25 |       |       | 58–76 | Relatório |

#### 11º lugar
| Data   | Hora  |        | Placar |       | Set 1 | Set 2 | Set 3 | Set 4 | Set 5 | Total  | Relatório |
| ------ | ----- | ------ | ------ | ----- | ----- | ----- | ----- | ----- | ----- | ------ | --------- |
| 31 ago | 17:00 | México | 1–3    | Líbia | 27–25 | 23–25 | 16–25 | 17–25 |       | 83–100 | Relatório |

#### 9º lugar
| Data   | Hora  |          | Placar |      | Set 1 | Set 2 | Set 3 | Set 4 | Set 5 | Total | Relatório |
| ------ | ----- | -------- | ------ | ---- | ----- | ----- | ----- | ----- | ----- | ----- | --------- |
| 31 ago | 20:00 | Bulgária | 3–0    | Cuba | 25–23 | 25–22 | 25–18 |       |       | 75–63 | Relatório |

### Disputa do 13º ao 16º lugar
|  | 13º – 16º lugar | 13º – 16º lugar |              |   | 13º lugar | 13º lugar |
|  |                 |                 |              |   |           |           |
|  | 30 de agosto    |                 |              |   |           |           |
|  |                 |                 |              |   |           |           |
|  | Chile           | 3               |              |   |           |           |
|  | Chile           | 3               | 31 de agosto |   |           |           |
|  | Uzbequistão     | 0               |              |   |           |           |
|  | Uzbequistão     | 0               | Chile        | 1 |           |           |
|  | 30 de agosto    |                 | Chile        | 1 |           |           |
|  |                 | Tunísia         | 3            |   |           |           |
|  | Tunísia         | Tunísia         | 3            | 3 |           |           |
|  | Tunísia         |                 |              | 3 |           |           |
|  | Porto Rico      | 1               |              |   |           |           |
|  | Porto Rico      | 1               | 15º lugar    |   |           |           |
|  |                 |                 |              |   |           |           |
|  | 31 de agosto    |                 |              |   |           |           |
|  |                 |                 |              |   |           |           |
|  | Uzbequistão     | 0               |              |   |           |           |
|  | Uzbequistão     | 0               |              |   |           |           |
|  | Porto Rico      | 3               |              |   |           |           |

#### 13º – 16º lugar
| Data   | Hora  |         | Placar |             | Set 1 | Set 2 | Set 3 | Set 4 | Set 5 | Total | Relatório |
| ------ | ----- | ------- | ------ | ----------- | ----- | ----- | ----- | ----- | ----- | ----- | --------- |
| 30 ago | 11:00 | Chile   | 3–0    | Uzbequistão | 25–0  | 25–0  | 25–0  |       |       | 75–0  | Relatório |
| 30 ago | 14:00 | Tunísia | 3–1    | Porto Rico  | 19–25 | 25–12 | 27–25 | 25–20 |       | 96–82 | Relatório |

#### 13º lugar
| Data   | Hora  |       | Placar |         | Set 1 | Set 2 | Set 3 | Set 4 | Set 5 | Total | Relatório |
| ------ | ----- | ----- | ------ | ------- | ----- | ----- | ----- | ----- | ----- | ----- | --------- |
| 31 ago | 14:00 | Chile | 1–3    | Tunísia | 18–25 | 25–20 | 19–25 | 21–25 |       | 83–95 | Relatório |

#### 15º lugar
| Data   | Hora  |             | Placar |            | Set 1 | Set 2 | Set 3 | Set 4 | Set 5 | Total | Relatório |
| ------ | ----- | ----------- | ------ | ---------- | ----- | ----- | ----- | ----- | ----- | ----- | --------- |
| 31 ago | 11:00 | Uzbequistão | 0–3    | Porto Rico | 0–25  | 0–25  | 0–25  |       |       | 0–75  | Relatório |

### Disputa do 5º ao 8º lugar
|  | 5º – 8º lugar | 5º – 8º lugar |              |   | 5º lugar | 5º lugar |
|  |               |               |              |   |          |          |
|  | 30 de agosto  |               |              |   |          |          |
|  |               |               |              |   |          |          |
|  | Irã           | 3             |              |   |          |          |
|  | Irã           | 3             | 31 de agosto |   |          |          |
|  | Brasil        | 0             |              |   |          |          |
|  | Brasil        | 0             | Irã          | 3 |          |          |
|  | 30 de agosto  |               | Irã          | 3 |          |          |
|  |               | Bélgica       | 2            |   |          |          |
|  | Egito         | Bélgica       | 2            | 1 |          |          |
|  | Egito         |               |              | 1 |          |          |
|  | Bélgica       | 3             |              |   |          |          |
|  | Bélgica       | 3             | 7º lugar     |   |          |          |
|  |               |               |              |   |          |          |
|  | 31 de agosto  |               |              |   |          |          |
|  |               |               |              |   |          |          |
|  | Brasil        | 1             |              |   |          |          |
|  | Brasil        | 1             |              |   |          |          |
|  | Egito         | 3             |              |   |          |          |

#### 5º – 8º lugar
| Data   | Hora  |       | Placar |         | Set 1 | Set 2 | Set 3 | Set 4 | Set 5 | Total | Relatório |
| ------ | ----- | ----- | ------ | ------- | ----- | ----- | ----- | ----- | ----- | ----- | --------- |
| 30 ago | 11:00 | Irã   | 3–0    | Brasil  | 25–9  | 29–27 | 25–15 |       |       | 79–51 | Relatório |
| 30 ago | 17:00 | Egito | 1–3    | Bélgica | 25–22 | 19–25 | 19–25 | 14–25 |       | 77–97 | Relatório |

#### 7º lugar
| Data   | Hora  |        | Placar |       | Set 1 | Set 2 | Set 3 | Set 4 | Set 5 | Total  | Relatório |
| ------ | ----- | ------ | ------ | ----- | ----- | ----- | ----- | ----- | ----- | ------ | --------- |
| 31 ago | 11:00 | Brasil | 1–3    | Egito | 25–19 | 19–25 | 32–34 | 23–25 |       | 99–103 | Relatório |

#### 5º lugar
| Data   | Hora  |     | Placar |         | Set 1 | Set 2 | Set 3 | Set 4 | Set 5 | Total  | Relatório |
| ------ | ----- | --- | ------ | ------- | ----- | ----- | ----- | ----- | ----- | ------ | --------- |
| 31 ago | 14:00 | Irã | 3–2    | Bélgica | 21–25 | 23–25 | 25–17 | 25–21 | 15–9  | 109–97 | Relatório |

### Quartas de final
| Data   | Hora  |           | Placar |              | Set 1 | Set 2 | Set 3 | Set 4 | Set 5 | Total   | Relatório |
| ------ | ----- | --------- | ------ | ------------ | ----- | ----- | ----- | ----- | ----- | ------- | --------- |
| 29 ago | 11:00 | Itália    | 3–2    | Irã          | 20–25 | 25–18 | 21–25 | 27–25 | 15–9  | 108–102 | Relatório |
| 29 ago | 14:00 | Argentina | 3–2    | Egito        | 25–23 | 22–25 | 25–16 | 21–25 | 15–9  | 108–98  | Relatório |
| 29 ago | 17:00 | Bélgica   | 2–3    | Espanha      | 25–22 | 11–25 | 25–27 | 25–20 | 15–17 | 101–111 | Relatório |
| 29 ago | 20:00 | Brasil    | 2–3    | Taipé Chinês | 26–24 | 21–25 | 23–25 | 25–22 | 13–15 | 108–111 | Relatório |

### Semifinais
| Data   | Hora  |           | Placar |              | Set 1 | Set 2 | Set 3 | Set 4 | Set 5 | Total   | Relatório |
| ------ | ----- | --------- | ------ | ------------ | ----- | ----- | ----- | ----- | ----- | ------- | --------- |
| 30 ago | 17:00 | Itália    | 3–0    | Taipé Chinês | 25–18 | 26–24 | 25–18 |       |       | 76–60   | Relatório |
| 30 ago | 20:00 | Argentina | 3–2    | Espanha      | 25–21 | 17–25 | 33–35 | 25–18 | 15–10 | 115–109 | Relatório |

### Terceiro lugar
| Data   | Hora  |              | Placar |         | Set 1 | Set 2 | Set 3 | Set 4 | Set 5 | Total   | Relatório |
| ------ | ----- | ------------ | ------ | ------- | ----- | ----- | ----- | ----- | ----- | ------- | --------- |
| 31 ago | 17:00 | Taipé Chinês | 3–2    | Espanha | 25–17 | 16–25 | 25–23 | 21–25 | 15–12 | 102–102 | Relatório |

### Final
| Data   | Hora  |        | Placar |           | Set 1 | Set 2 | Set 3 | Set 4 | Set 5 | Total   | Relatório |
| ------ | ----- | ------ | ------ | --------- | ----- | ----- | ----- | ----- | ----- | ------- | --------- |
| 31 ago | 20:00 | Itália | 3–2    | Argentina | 23–25 | 17–25 | 25–22 | 33–31 | 15–9  | 113–112 | Relatório |

## Classificação final
| Posição | Equipe       |
| ------- | ------------ |
|         | Itália       |
|         | Argentina    |
|         | Taipé Chinês |
| 4       | Espanha      |
| 5       | Irã          |
| 6       | Bélgica      |
| 7       | Egito        |
| 8       | Brasil       |
| 9       | Bulgária     |
| 10      | Cuba         |
| 11      | Líbia        |
| 12      | México       |
| 13      | Tunísia      |
| 14      | Chile        |
| 15      | Porto Rico   |
| 16      | Uzbequistão  |

| Campeonato Mundial Sub-17 de 2024 |
| --------------------------------- |
| Itália Campeã (1.º título)        |

| Elenco |
| --- |
| Gabriele Spina, Pietro Valgiovio, Gioele Costa, Pietro Carrera, Federico Argano, Vittorio Bonandrini, Manuel Hristov Zlatanov, Francesco Destro, Francesco Crosato, Lorenzo Antonio Basso, Jacopo Tosti, Martino Bigozzi |
| Técnico |
| Luca Leoni |

## Premiações individuais
Os atletas que se destacaram individualmente foramː
| - Most Valuable Player (MVP) Manuel Hristov Zlatanov - Melhor oposto Federico Argano - Melhor levantador Pietro Valgiovio - Melhor líbero Valentin Ulises Yapura | - Melhores ponteiros Manuel Hristov Zlatanov Pin-Yen Huang - Melhores centrais Martino Bigozzi Iván Pavón |

## Seleção brasileira
O treinador Marcelo Zenni convocou os jogadores: